# アディブ・シシャクリ
アディブ・ビン・ハッサン・アル＝シシャクリ（アラビア語: أديب بن حسن الشيشكلي, ラテン文字転写: ʾAdīb aš-Šīšaklī, 1909年 - 1964年9月27日）は、シリアの軍人、政治家。同国大統領。

## 生い立ち
1909年、シシャクリはオスマン帝国領シリアで生まれた。そのためシリア人と見なされているが、彼の出自は疑わしい。彼の姓Shishakliは一般的なトルコの姓で、トルコ語ではÇiçekliと書かれている。このçiçekはトルコ語で花を意味し、Çiçekli（シシャクリとも表記）は花を意味する。アディブ・シシャクリの出自について知られている事実は、彼の父アリー・ハサン・シシャクリがアンカラで生まれたトルコ人で、彼の母親がシリア出身であった。シシャクリの家族は驚くべきシリア・クルド人の家族だったとよく言われることが多い。しかし、彼の父親はトルコ人で、母親はシリア人であることだけなので、この主張は信憑性が低い。
だが、シリアはアディブ・シシャクリの幼少期まではオスマン帝国の一部であったこともあり、シリア・ビライェト（オスマン県）のハマーのサンジャカードに住んでいた家族だったことが分かる。

## 政治的および軍事的キャリア
シシャクリは、1930年にフランスのシリア任務中にフランスのシリア軍の将校となる。彼はダマスカス軍事アカデミーで学び、アントン・サーデ率いるシリア社会民族党（SSNP）の最初のメンバーの1人となり、大シリアの概念を推進した。彼女の兄弟サラもまた、SSNPの著名なメンバーだった。シリア独立後、シシャクリは第一次中東戦争で、アラブ解放軍と呼ばれるボランティアのアラブ軍に属し戦った。
戦争でのアラブの敗北は、1949年に起こったフスニ・アル＝ザイミが主導した軍事クーデターの要因でした。ザイミの占領からわずか数か月で、弱いシリアの議会制度を破壊。ザイミは、シシャクリとザイミの元同志である新しい軍事政権を率いたサミ・アル＝ヒンナウィ大佐を含む、SSNPと結託した将校のグループによって打倒される。
ザイミは以前、SSNPのリーダーであるサーデをレバノン当局に連れていった。レバノン当局は、レバノンの近代国家を破壊しようとして彼を起訴した。ザイミの殺害の後、シシャクリはザイムの血まみれのシャツを破り、まだシリアにいるサーデの未亡人に持ってきたと言い、「我々は彼の殺害を復讐した！」と言った。
シシャクリは、シリアの新しい事実上の支配者であるサミ・アル＝ヒンナウィと協力する。彼らは自分のために権力を握ることを拒否し、代わりにシリアの議会制度を回復した。ヒンナウィはシリア軍の参謀長となる。一方、首相にはナショナリストのハーシム・アル＝アターシーが就任し、その後シリア大統領になりました。アターシーは、シシャクリが強く反対したイラク王国・ハーシム派との連合を作りたいと考え、ヒンナウィはシリアにおける親ハーシム派感情の背後にあると主張した。

## 実権掌握

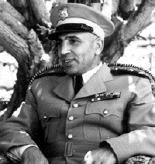
軍服姿のシシャクリ

1949年12月、シシャクリは3年目の3番目のクーデターを開始しました。シリアでのハーシム派の影響を打破するためにヒンナウィを逮捕しましたが、アタシは彼のポストに留めました。その後、シリア軍でのシシャクリの人気を脅かしたため、空軍の司令官であるモハマド・ナセル大佐の暗殺を命じた。これらすべてがシリアの組合主義的要素を大幅に弱体化させたが、彼らはナジム・アル＝クドゥシー首相を通じてハーシム派との連合のために働き続けた.
シシャクリは、シリア政府におけるハーシム派の影響を抑制するために、政府にシシャクリの右腕であるファウズィー・スルーを防衛大臣として内閣に入閣させるよう要求を出した。だが、親ハーシム派だったマールフ・アル＝ダワリビ首相がこの要求を拒否した為、シシャクリは1951年11月28日にダワリビとその閣僚全員を逮捕した。彼はまた、人民党の指導者であるナジム・アル＝クドゥシーとラシュディ・アル＝キヒヤを含むシリアのすべての親ハーシム派を逮捕した。抗議したアターシーは政府を辞任して野党に移った。政治問題への軍事介入を拒否したこの頑固なナショナリストを退治したことに満足し、シシャクリは同志・スルーを陸軍大将、首相、国防大臣および大統領にした。しかし実際にはスルーは単なる飾りにすぎず、実権はシシャクリが握っていた。

## 政策

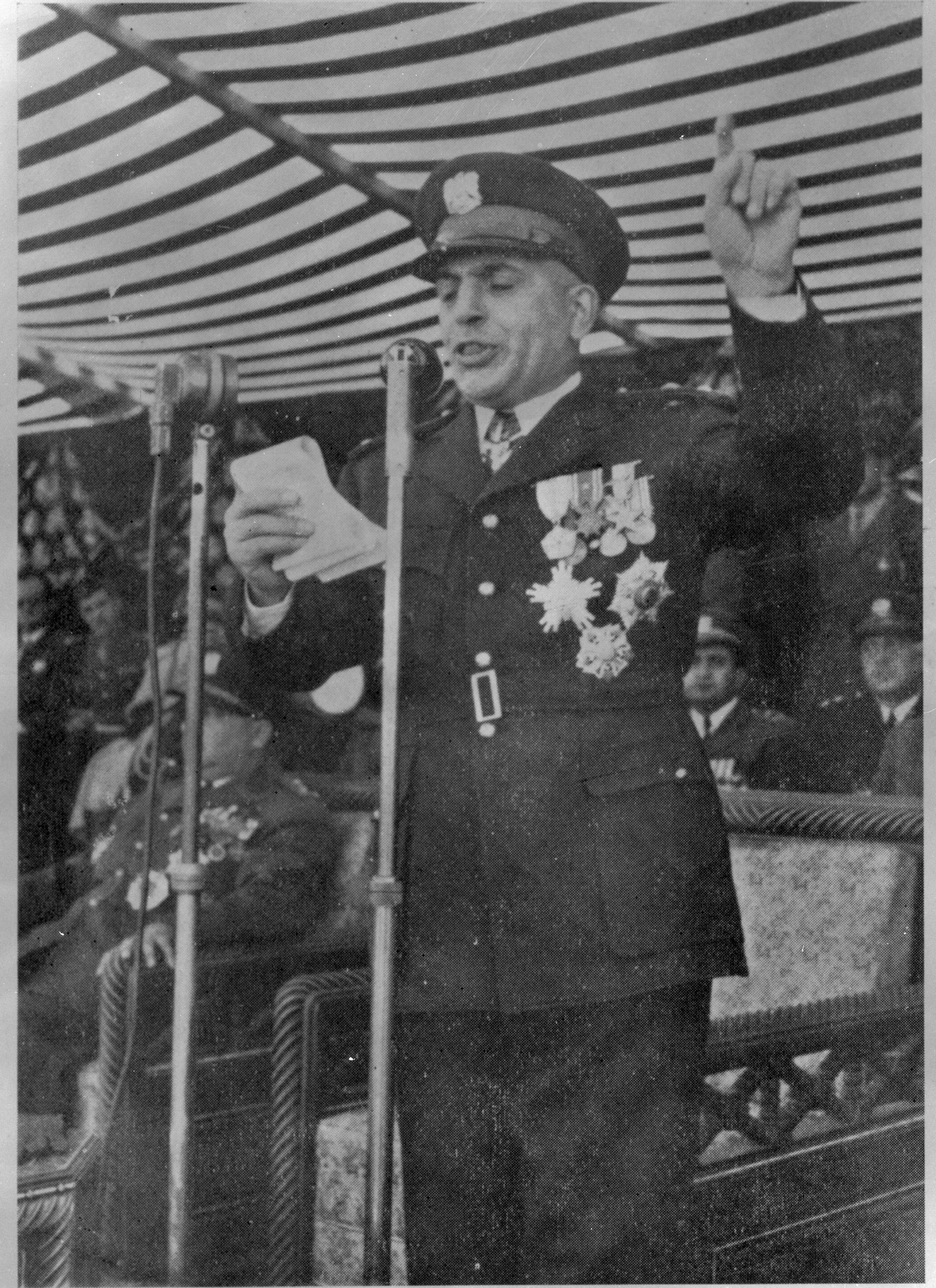
演説するシシャクリ（1951年撮影）

実権掌握後、シシャクリは多くの政党を解散させ、親シシャクリ派以外の新聞社も全て非合法化にした。
また、シシャクリは自分自身への個人崇拝を促進した。ラジオを活用して演説を行い、自らの肖像画を配った。その後もシリア全土にスパイなどを送り込んで反対派の抑制を謀った。1952年8月にはアラブ解放運動を設立。女性党員も入れるなど進歩的だったが、アターシーら反対派にはボイコットされた。
1953年7月10日に行われた大統領選挙では、得票率99.71%でシリア共和国大統領に就任し、新憲法を制定した。内容は「国民はアラブ国家の一部である」ということや「大統領に就任できるのはイスラム教徒である」とアラブ国家としての意志を確立した。その一方で、反対派の増大にも直面した。

### 外交
当初は西側諸国との良好な関係を目指し、ナセル主義の広がりにも警戒していたが、イスラエルに対する反シオニズムの姿勢を維持した。
一方で、サウジアラビアやヨルダンのタラール1世とは良好な関係を保った。シシャクリは西側の考え方にもかかわらず、汎アラブ主義の政策を採用していた。
だが、シシャクリはエッドゥルーズ山地付近に住むドゥルーズ派と頻繁に衝突した。1954年にはシシャクリ政権を打倒しようとしているという口実を使い、ドゥルーズ派の要塞への砲撃を行い、多くの犠牲者を出した。

## 衰退
その後もシシャクリ政権は反対派を次々と逮捕していった。そんな中、ハーシム・アル＝アターシーの自宅で反対派が会議を開き、「民主主義と国民の自由を求め、独裁と警察制度を非難する」というような意見を表明した。反対派はシシャクリに対し、憲法上の権利を回復させ、政治的拘束者を解放し、ドゥルーズ派との内戦を停止するよう最後通告を出したのである。
1953年1月24日、政府はこれに対して通告に署名したキヒヤ、アサリらを逮捕した。だがこの時、国は混乱状態にあり、国民によるデモが多発していた。政府の治安部隊はこのデモを暴力や催涙弾で抵抗した。しかし、独裁政権の打倒と議会の解散を求める国民の声は全国に広がり、デモは拡大していった。

### クーデター
1954年2月25日、デモが特に激しかったアレッポのラジオ放送局が「ラジオ・フリー・シリア」を組織し、軍のすべての部隊にクーデターに参加するよう呼びかけた。結果、ラタキア、デリゾール、ホムス、ダルアーの軍隊がクーデターに参加した。
翌26日夜、シシャクリは大統領の辞任を発表し、レバノンのベイルートに向けて出発。最終的にはブラジルに亡命した。その後、大統領には反シシャクリ派のリーダー・ハーシム・アル＝アターシーが就任した。

### 暗殺
クーデターから10年後の1964年9月27日、シシャクリは友人の葬式の帰り道、ドゥルーズ派のナワフ・ガザレーの撃った5発の銃弾により、55歳で暗殺された。ガザレーの両親はシシャクリ政権下でのドゥルーズ派への攻撃の際に命を落としていたため、その報復にシシャクリを暗殺したという。